# Der junge Messias
Der junge Messias ist ein Filmdrama, das 2015 unter der Regie von Cyrus Nowrasteh produziert wurde. Das Drehbuch basiert auf dem Roman Christ The Lord der US-amerikanischen Schriftstellerin Anne Rice. Der Film startete am 11. März 2016 in den Vereinigten Staaten im Kino; in Deutschland bzw. Österreich lief er erst zwei Monate später, am 12. Mai 2016 an.

## Handlung
Der Film erzählt die Kindheitsgeschichte von Jesus von Nazaret von 7 bis 12 Jahren. Nach dem Kindermord von Bethlehem sind seine Eltern Maria und Joseph zusammen mit Jesus, seinem Onkel Kleopas und dessen Familie nach Ägypten geflohen und leben in der jüdischen Diasporagemeinde von Alexandrien.
Der siebenjährige Jesus spielt mit seiner Kusine Salome und wird von einer Gruppe älterer Jungen gehänselt. Bei dem Streit rutscht ein Junge unglücklich aus und kommt zu Tode. Jesus wird von den Nachbarn für den Tod des Kindes verantwortlich gemacht. Salome erinnert ihn daran, dass er einmal einen toten Vogel zum Leben erweckt hatte. Er schleicht sich daraufhin in das Haus des Nachbarsjungen und weckt das tote Kind wieder auf.
Joseph entschließt sich nach dem Vorfall, Ägypten mit seinen Verwandten zu verlassen und nach Nazaret in Galiläa zurückzukehren. Er hat geträumt, König Herodes sei gestorben. Auf dem Weg durch das unruhige Judäa treffen sie auf Aufständische und römische Soldaten. Im Jordan heilt Jesus seinen Onkel Kleopas von einer schweren Krankheit. Bald merkt der Junge, dass seine Eltern ein Geheimnis vor ihm haben. Sie geben keine Antworten auf seine Fragen, woher seine Kräfte stammen. Gleichzeitig hört Herodes’ Sohn und Nachfolger Archelaos das Gerücht, ein wundertätiges Kind, das das Massaker von Bethlehem überlebt habe, befinde sich unter den Rückkehrern aus Ägypten. Er beauftragt den römischen Zenturio Severus, das siebenjährige Kind zu finden und zu töten. Damit geraten sie selbst ins Visier der Besatzer.
In Nazaret angekommen, werden sie von der alten Großmutter Sara willkommen geheißen. Obwohl die Gegend nach einem Aufstand in der benachbarten Stadt Sepphoris ebenfalls von römischen Soldaten drangsaliert wird, sind sie in dem abgelegenen Dorf relativ sicher, weil die Häscher des Archelaos sie hier nicht suchen. Jesus wird dem Rabbiner vorgestellt und soll zur Schule gehen. Innerlich beschäftigt ihn die Frage nach seiner Identität. Sein Vetter Jakobus erzählt ihm von seiner Geburt in Bethlehem, bei der Engel erschienen seien und drei Weise aus dem Orient Geschenke brachten. Während einer Fiebererkrankung wird Jesus vom Satan bedrängt, der ihn schon einige Zeit verfolgt. Der Teufel zeigt ihm in einer Vision den Untergang Jerusalems im Jahre 70.
Auf Drängen Jesu entschließt sich die Familie, zum Paschafest nach Jerusalem zu pilgern. In ihrer Abwesenheit kommt Severus nach Nazaret, nachdem er den Aufenthaltsort des Kindes durch Zeugenbefragungen schließlich doch ermittelt hat. Er erpresst von Großmutter Sara den Namen des gesuchten Kindes. Die Pilger werden nun verfolgt und müssen sich in Höhlen verstecken. Als Joseph deswegen beschließt, die Reise abzubrechen und umzukehren, reißt Jesus aus und gelangt allein nach Jerusalem. Im Tempel spricht er mit einem blinden Rabbi, der ihm von dem Kindermord in Bethlehem erzählt, dem er entronnen ist. In einer Vision sieht er, dass auch Severus bei dem Massaker dabei war. Als er dem Zenturio im Tempelvorhof gegenübersteht, konfrontiert er ihn mit diesem Wissen. Gleichzeitig entdecken die verzweifelten Eltern das von römischen Soldaten umringte Kind. Severus lässt sie daraufhin gehen und stellt die Verfolgung des Kindes entgegen dem Wunsch des Archelaos ein.
Maria fühlt sich jetzt imstande, Jesus über seine Herkunft zu berichten. Sie erzählt ihm, ihr sei damals ein Licht erschienen, in dem ihr ein Engel seine Geburt verheißen habe. Sein wirklicher Vater sei Gott. Joseph ermahnt ihn, seine Kräfte erst einzusetzen, wenn sein Vater es ihm aufträgt. Jesus beginnt zu begreifen, dass er der dem jüdischen Volk verheißene Erlöser und Messias ist.

## Hintergrundinformationen
Die Dreharbeiten des Films begannen im September 2014 und fanden in Italien, insbesondere in Matera, statt.
Die Handlung beruht auf einer kurzen Passage aus der Kindheitserzählung des Matthäusevangeliums über die Rückkehr der Heiligen Familie aus Ägypten (Mt 2,19–23 ) sowie der Perikope über den zwölfjährigen Jesus im Tempel in der Kindheitserzählung des Lukasevangeliums (Lk 2,41–52 ). Außerdem werden Episoden aus dem apokryphen Kindheitsevangelium nach Thomas adaptiert.

## Synchronsprecher
Die Synchronsprecher für die deutsche Fassung:
| - Jesus: Oliver Szerkus - Maria: Manja Doering - Joseph: Wolfgang Wagner - Jakobus: Simon Halaski - Kleopas: Dirk Bublies - Miriam: Dascha Lehmann - Salome: Melina Witez - Sara: Sonja Deutsch - Riba: Anja Mentzendorff - Satan: Sascha Rotermund | - Severus: Torsten Michaelis - Weer: Frank Kirschgens - Herodes Archelaos: Nicola Devico Mamone - Alter Rabbiner: Frank-Otto Schenk - Blinder Rabbiner: Peter Groeger - Zenturio: Dieter Memel - Fremder: Erich Räuker - Optio: Sascha Gluth - Junge: Philip Süß |

## Kritiken
- Abendzeitung: „Bei allem Respekt vor religiösen Gefühlen drängt sich die Frage auf: Wer soll sich diesen als dröge Märchenstunde verkleideten Missionierungsversuch in Seifenoper-Ästhetik bloß ansehen?“ (Andreas Fischer)[2]
- epd Film: „Obwohl hier Missionierung am hilflosen Objekt betrieben wird, ist zu befürchten, dass sich die anvisierte Zielgruppe kaum von einem Kinobesuch abhalten lässt. Wenn sich »Der junge Messias« wenigstens mit einem bescheideneren Märchenton begnügt hätte – nein, er rasselt auch noch mit rassistischen Untertönen und schüttelt zuletzt noch eine Bekehrung aus dem Ärmel.“ (Marli Feldvoß)[3]
- film-rezensionen.de: „So interessant das Konzept ist, über die Kinderjahre von Jesus spekulieren zu wollen und ihn zu einem Auserwählten wider Willen zu machen, so wenig interessant sind die Spekulationen an sich. Die Ausstattung kann sich sehen lassen, sowohl Kostüme wie auch Kulissen machen schon einiges her. Dennoch bleibt der Ausflug in eine fiktive Vergangenheit zu sehr auf sein Zielpublikum ausgerichtet, das restliche Publikum wird während der gut 110 Minuten häufiger auf die Uhr schauen, als es ihm lieb ist.“ (Oliver Armknecht)[4]